# 1531 Гартмут
1531 Гартмут (1531 Hartmut) — астероїд головного поясу, відкритий 17 вересня 1938 року.
Тіссеранів параметр щодо Юпітера — 3,352.